# 保罗·策兰
保羅·策蘭（德語：Paul Celan；1920年11月23日—1970年4月20日），本名保羅·安切爾（Paul Antschel），法國籍布科維納猶太詩人、翻譯家。策蘭出生於布科維納切爾諾夫策（現屬烏克蘭），是二次大戰後最重要的德語詩人之一。

## 生平
1920年，策蘭出生於布科維納切爾諾夫策（當時位於羅馬尼亞境內，現屬乌克兰）的一個德语猶太家庭。他的父親列奧·安切爾信奉錫安主義，堅持讓策蘭在 Safah Ivriah（一種早年接受奧地利文化同化的機構，1927年曾順利接待世界犹太复国主义组织的哈伊姆·魏茨曼）以希伯來語接受教育。他的母親弗莉茨則十分熱愛德语文学，也因此促使德語成為策蘭家的母語。1933年行受戒後，策蘭不再尊崇錫安主義（至少在某种程度上）、結束他的正規希伯來式教育，轉而投身猶太社会主义組織，並支援西班牙内战中的共和思想。策蘭最早為眾人所知的詩篇《Mother's Day 1938》便表現了他堅定的意志。
1938年去法国学医，1942年父母死于集中营，策兰虽幸免于难，但被德军征为苦力。1958年年，获不来梅文学奖，2年后又获得格奥尔格·毕希纳奖。策兰的代表作为长诗《死亡赋格》（1945），收入诗集《骨灰罐里倒出来的沙》（1948）。
1948年移居巴黎，1970年自溺于塞纳-马恩河。

## 延伸阅读
- Aquilina, Mario, The Event of Style in Literature (Palgrave Macmillan, 2014)
- Daive, Jean. Under The Dome: Walks with Paul Celan (tr. Rosmarie Waldrop), Providence, Rhode Island: Burning Deck, 2009.
- Daive, Jean. Albiach / Celan (author, tr. Donald Wellman), Anne-Marie Albiach (author), (tr. Julian Kabza), Ann Arbor, Michigan: Annex Press, 2017.
- John Felstiner, "Paul Celan and Yehuda Amichai: An Exchange between Two Great Poets", Midstream, vol. 53, no. 1 (Jan.–Feb. 2007)
- John Felstiner "Writing Zion" Paul Celan and Yehuda Amichai: An Exchange between Two Great Poets, The New Republic, 5 June 2006
- Hana Amichai: "The leap between the yet and the not any more",  Yehuda Amichai and Paul Celan, Haaretz, April 6, 2012 (Hebrew)
- Mario Kopić: "Amfiteater v Freiburgu, julija 1967", Arendt, Heidegger, Celan, Apokalipsa, 153–154, 2011 (Slovenian)
- 保罗·策兰：我们把黑暗挖空 （页面存档备份，存于）